# Ådum Sogn
Ådum Sogn er et sogn i Skjern Provsti (Ribe Stift).
I 1800-tallet var Ådum Sogn et selvstændigt pastorat. Det hørte til Nørre Horne Herred i Ringkøbing Amt. Ådum sognekommune blev ved kommunalreformen i 1970 indlemmet i Egvad Kommune, der ved strukturreformen i 2007 indgik i Ringkøbing-Skjern Kommune.
I Ådum Sogn ligger Ådum Kirke.
I sognet findes følgende autoriserede stednavne:
- Bindesbøl (bebyggelse, ejerlav)
- Bjølbøl (bebyggelse)
- Bjølbøl Bjerg (areal)
- Blinkbjerg (bebyggelse)
- Bundsgård (bebyggelse)
- Egebjerg (areal)
- Gråhede (bebyggelse, ejerlav)
- Gundesbøl (bebyggelse, ejerlav)
- Gundesbøl Hede (areal)
- Gyris (bebyggelse)
- Kiskolle (bebyggelse)
- Krageris (bebyggelse)
- Kronborg (bebyggelse)
- Lundsby (bebyggelse)
- Møgelmose (bebyggelse)
- Nederby (bebyggelse)
- Odderup (bebyggelse, ejerlav)
- Præstbro (bebyggelse)
- Puglund (bebyggelse)
- Rabæk (bebyggelse)
- Rosendal (bebyggelse, ejerlav)
- Sejrup (bebyggelse)
- Sigbjerg (areal)
- Skodsbøl (bebyggelse, ejerlav)
- Stovstrup (bebyggelse, ejerlav)
- Stovstrup Hede (areal)
- Strømmesbøl (bebyggelse)
- Tøstrup (bebyggelse, ejerlav)
- Vinding (bebyggelse)
- Vittarp (bebyggelse, ejerlav)
- Ådum Kirkeby (bebyggelse)